# Davide Martinelli
Davide Martinelli, nascido a 31 de maio de 1993 em Brescia, é um ciclista italiano, membro da equipa Astana. O seu pai é Giuseppe Martinelli antigo ciclista e actual director desportivo da mesma equipa.

## Palmarés
2016
- 1 etapa do Tour La Provence
- 1 etapa da Volta à Polónia

## Resultados nas Grandes Voltas
Durante a sua carreira desportiva tem conseguido os seguintes postos nas Grandes Voltas.
| Carreira        | 2016 | 2017  | 2018 | 2019 |
| --------------- | ---- | ----- | ---- | ---- |
| Giro d'Italia   | -    | 153.º | -    | -    |
| Tour de France  | -    | -     | -    | -    |
| Volta a Espanha | -    | -     | -    | -    |

-: não participa 

Ab.: abandono 

## Equipas
- Team Sky (stagiaire) (08.2012-12.2012)
- Quick Step[1] (2016-2019)
  - Etixx-Quick Step (2016)
  - Quick-Step Floors (2017-2018)
  - Deceuninck-Quick Step (2019)
- Astana Pro Team[2] (2020)